# Князево (Кимрский район)
Князево — деревня в Кимрском районе Тверской области. Входит в состав Центрального сельского поселения.

## География
Находится в юго-восточной части Тверской области на расстоянии приблизительно 6 км на северо-запад по прямой от районного центра города Кимры в левобережной части района.

## История
Известна была с 1628 как деревня с 4 дворами, принадлежали старице Ирине Ивановне Мстиславской. С 1645 года владение московского Архангельского собора. В 1780-х годах 8 дворов. В 1859 году здесь (деревня Корчевского уезда Тверской губернии) было учтено 15 двора.

## Население
Численность населения: 27 человек (1780-е годы), 118 (1859 год), 3 (русские 100 %) в 2002 году, 8 в 2010.